# Фуэрте-Олимпо
Фуэрте-Олимпо (исп. Fuerte Olimpo) — город в Парагвае, административный центр департамента Альто-Парагвай. Население города составляет около 4,5 тысяч человек.

## География
Город расположен на правом берегу реки Парагвай, где к ней подходит плато высотой около 300 м, занимающее северо-восток страны. На другом берегу реки находится Бразилия. К северу от Фуэрте-Олимпо расположены влажные ландшафты Пантанала. Климат тропический, температура достигает 45 °C летом и опускается до 9 °C зимой, средняя за год составляет 25 °C. Чётко выделяются сезон дождей и сезон жары.

## История
Город был основан испанцами в 1792 году как укрепление под названием Фуэрте-Борбон. Губернатор Парагвая Хоакин Алос-и-Бру послал команданта Хосе Антонио де Савала-и-Дельгадильо с поручением защитить эту часть вице-королевства Рио-де-ла-Плата от нападений бандейрантов из Бразилии. После получения Парагваем независимости, в правление диктатора Хосе де Франсии, город был переименован в Фуэрте-Олимпо, предположительно из-за своего расположения на двух холмах, один из которых чем-то напоминал гору Олимп. В этот период город также был свободным портом для торговли с Бразилией.
В начале Парагвайской войны сыграл существенную роль, так как отсюда Парагвай вторгся в бразильскую провинцию Мату-Гросу. Впрочем, по ходу войны в 1866 году бразильцы сумели вытеснить парагвайскую армию со своей территории, а затем и взять Фуэрте-Олимпо. Парагвай потерпел тяжелейшее поражение в войне. Аргентина претендовала на территории вдоль реки Парагвай, но после того, как Бразилия вывела войска из Парагвая, не стала захватывать эти территории, и город остался в составе Парагвая.
В дальнейшем Фуэрте-Олимпо развивался сначала как центр лесной промышленности, а после того, как леса были вырублены — торговли и скотоводства. Развивается экологический туризм.